# Game Over (30 Rock)
"Game Over" é o nono episódio da sétima e última temporada da série de televisão de comédia de situação norte-americana 30 Rock, assim como o 134.º da série em geral. O seu argumento foi co-escrito por Robert Carlock e Sam Means, que também respetivamente assumem os títulos de produtor executivo e editor executivo de enredo no seriado, enquanto a realização ficou sob responsabilidade de Ken Whittingham. A transmissão original deste episódio decorreu nos Estados Unidos na noite de 10 de Janeiro de 2013 através da rede de televisão National Broadcasting Company (NBC). Dentre os artistas convidados estão inclusos Will Arnett, Steve Buscemi, Ken Howard, Chloë Grace Moretz, Megan Mullally, Chris Parnell, e Steve Higgins. O tenista John McEnroe e a atriz Octavia Spencer também fizeram participações desempenhando versões fictícias de si mesmos.
Neste episódio, com a reforma do seu patrão Hank Hooper (interpretado por Howard) a se aproximar, Jack Donaghy (Alec Baldwin) enfrenta a perspetiva assustadora de trabalhar com Kaylie Hooper (Moretz), a neta de quinze anos de Hank, e concebe um esquema para a sabotar esta possibilidade, recorrendo à ajuda do detetive privado Lenny Wosniak (Buscemi) e do seu antigo arqui-inimigo Devon Banks (Arnett). Entretanto, ansiosa por ser mãe, Liz Lemon (Tina Fey) inicia tratamentos hormonais sob a orientação do Dr. Leo Spaceman (Parnell), mas os seus planos são complicados por efeitos secundários e dúvidas crescentes. Ao mesmo tempo, Tracy Jordan (Tracy Morgan) enfrenta o caos na realização de um filme biográfico sobre Harriet Tubman, lidando com uma atriz incontrolável que reflete as suas próprias excentricidades.
Em geral, "Game Over" foi recebido com opiniões positivas pelos críticos especialistas em televisão do horário nobre, com a maior parte do apreço sendo direcionado às conclusões satisfatórias providenciadas às personagens e ao regresso de estrelas convidadas conhecidas, cujas atuações foram vistas como um acréscimo de humor e profundidade. As tramas de Jack e Liz foram consideradas bem merecidas e emocionalmente gratificantes, enquanto a de Tracy foi observada como "mais fraca." Tudo isto levou os críticos a manterem-se otimistas quanto a uma forte compensação emocional na temporada final da série que, segundo eles, "encerra aquela que tem sido uma das comédias mais originais da televisão."

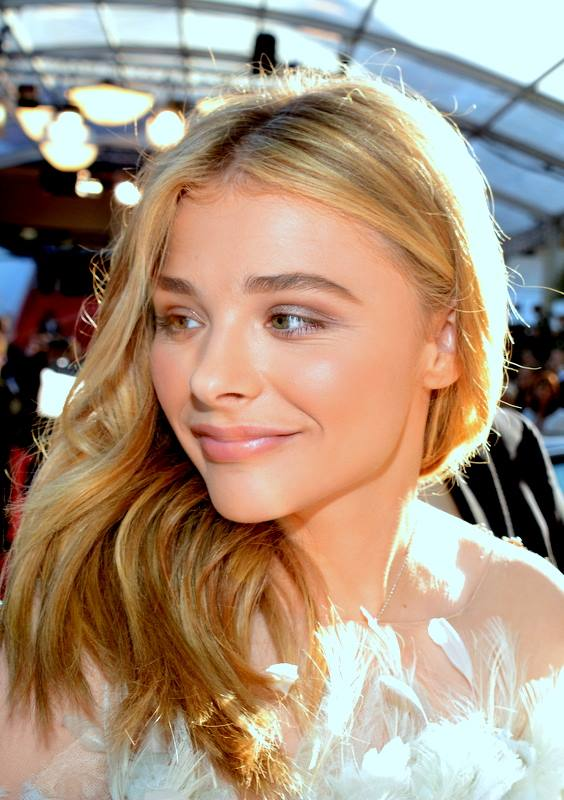
Chloë Grace Moretz foi enaltecida pelo seu desempenho no episódio.

Na sua transmissão original, conforme as estatísticas anunciadas pelo serviço de mediação de audiências Nielsen Ratings, o episódio foi assistido em 3,79 milhões de domicílios norte-americanos. Além disso, foi-lhe atribuída a classificação de 1,5 e quatro de share no perfil demográfico dos telespectadores entre as idades dos dezoito aos 49 anos. Estes foram os melhores resultados alcançados pela temporada tanto em desempenho no perfil 18-49 como em número total de telespectadores.

## Produção
"Game Over" é o nono episódio da sétima e última temporada de 30 Rock. O seu enredo foi co-redigido por Robert Carlock e Sam Means, marcando a 25.ª e segunda vez, respetivamente, que eles trabalham no argumento de um episódio da série. Ademais, além de guionistas, Carlock assume ainda as funções de produtor executivo e showrunner, enquanto Means exerce também o cargo de editor executivo de enredo. Para o realizador deste episódio, Ken Whittingham, esta foi a sua sexta e última vez a desempenhar este trabalho em 30 Rock. Os membros do elenco Scott Adsit e Judah Friedlander, respetivos intérpretes de Pete Hornberger e Frank Rossitano no seriado, apesar dos seus nomes terem sido listados ao longo da sequência de créditos de abertura, não participaram de "Game Over".

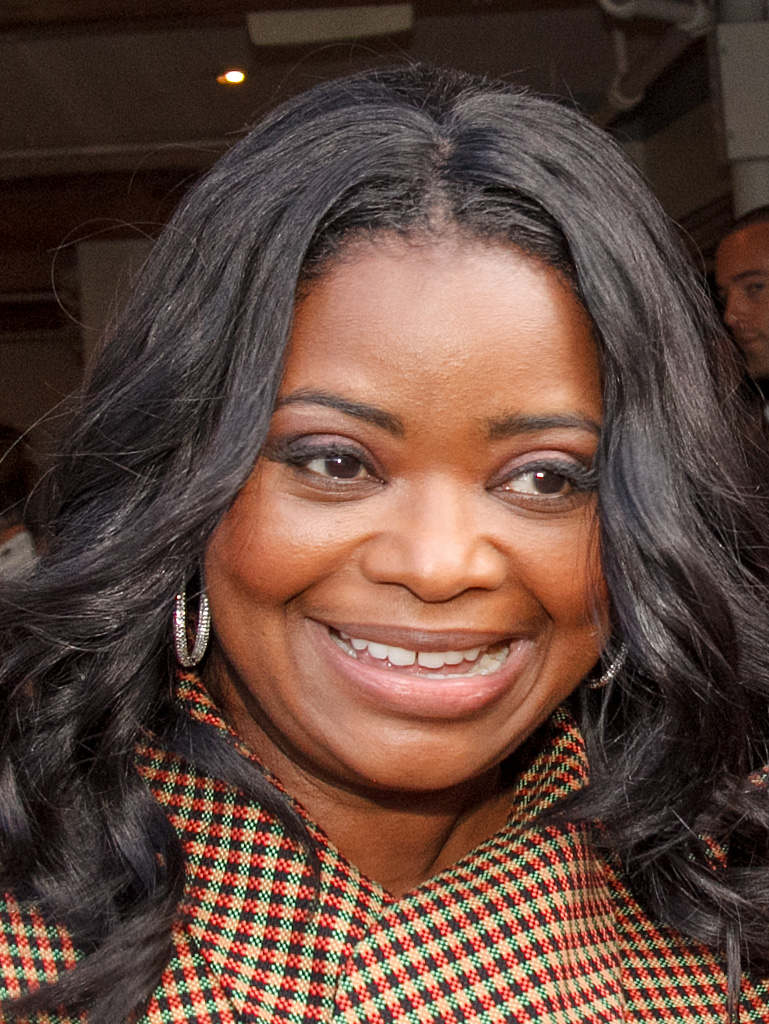
Octavia Spencer participou de "Game Over" desempenhando uma versão fictícia de si mesma.

O comediante Chris Parnell, ex-integrante do elenco do programa de televisão humorístico Saturday Night Live (SNL), fez a sua 23.ª participação em 30 Rock neste episódio, repetindo a sua performance como o Dr. Leo Spaceman pela última vez. Isto é evidenciado com uma quebra da quarta parede na sequência de cold open, na qual a personagem é escoltada para fora do seu consultório médico, vira-se para Liz Lemon e grita: "Ei, este é um final de série para o Leo Spaceman, otários!" O Dr. Spaceman foi introduzido pela primeira vez em "Tracy Does Conan" na primeira temporada e fez de Parnell um de quatro estrelas convidadas que participaram de todas as temporadas do seriado. O SNL, programa no qual Tina Fey — argumentista-chefe, criadora, produtora executiva e atriz principal de 30 Rock — foi argumentista-chefe entre 1999 e 2006, tem muitas conexões com 30 Rock. Lorne Michaels, produtor executivo de ambos programas, fez também uma participação vocal em "My Whole Life Is Thunder", porém não foi creditada ao longo da sequência de créditos de encerramento. 30 Rock é muitas vezes visto como um reflexo cómico do SNL, e Liz Lemon como uma versão ficcionada de Fey, encarnando as dificuldades de liderar um programa cómico num ambiente dominado por homens, tal como o seu papel na vida real no SNL. Vários outros ex-alunos do SNL já desempenharam papéis importantes ou fizeram participações especiais em 30 Rock, tais como Fred Armisen, Rachel Dratch, Jimmy Fallon, Siobhan Fallon Hogan, Will Ferrell, Will Forte, Gilbert Gottfried, Bill Hader, Jan Hooks, Julia Louis-Dreyfus, Tim Meadows, Bobby Moynihan, Amy Poehler, Rob Riggle, Horatio Sanz, Molly Shannon, Jason Sudeikis, e Kristen Wiig. Tanto Tracy Morgan como Fey já integraram o elenco do SNL, com Fey tendo sido ainda a primeira apresentadora feminina do segmento Weekend Update. Além disso, membros da equipa de 30 Rock já trabalharam no SNL, como: John Lutz, argumentista entre 2003 a 2010; Beth McCarthy-Miller, realizadora entre 1995 e 2006; e Steve Higgins, argumentista e produtor de 1995 a 2009. Alec Baldwin, apesar de nunca ter integrado o elenco do SNL, detém o recorde de ser o anfitrião do programa por mais vezes, com dezassete vezes.
O tenista John McEnroe fez a sua quarta e última participação especial em 30 Rock neste episódio, desempenhando mais uma vez uma versão fictícia de si mesmo. Fey admitiu ser fã do trabalho de McEnroe desde a sua infância, tendo ele participado anteriormente em "The Head and the Hair", "Gavin Volure" e "Dance Like Nobody's Watching". As participações especiais dos atores Will Arnett, Steve Buscemi, Chloë Grace Moretz, Megan Mullally e Octavia Spencer foram anunciadas pela NBC através de uma conferência de imprensa a 9 de Janeiro de 2013. À exceção de Spencer, todos eles repetiram os seus respetivos desempenhos como Devon Banks pela nona vez, Lenny Wosniak pela sexta vez, Kaylie Hooper pela terceira vez, e Bev pela segunda vez. Com esta participação, Arnett juntou-se a Parnell, Elaine Stritch e Dean Winters no grupo das estrelas convidadas que participaram de todas as temporadas do seriado. Para Buscemi, além de ter participado como ator, ele também realizou dois episódios da série, "Retreat to Move Forward" e "Leap Day". Em "Game Over", Spencer interpretou uma versão fictícia de si mesma, caracterizada pelas suas preocupações com Tracy e manias de diva durante a primeira rodagem de um filme para a nova produtora do ator acerca de Harriet Tubman. Um filme sobre Tubman protagonizado por Cynthia Erivo viria a ser lançado em 2019. O portal BuzzFeed considerou a paródia de 30 Rock ao filme biográfico como "bastante precisa, apesar de ter acontecido quase seis anos antes de o filme ter sido lançado."

## Enredo
Hank Hooper (Ken Howard) informa a Jack Donaghy (Alec Baldwin) acerca da sua reforma como diretor executivo da Kabletown no seu próximo septuagésimo aniversário, e que a sua neta Kaylie (Chloë Grace Moretz) assumirá o cargo quando terminar a faculdade. Jack fica horrorizado com a perspetiva de trabalhar sob as ordens de Kaylie, uma posição que seria humilhante e castradora para ele. Em resposta, Jack recruta mais uma vez os serviços do detetive privado Lenny Wosniak (Steve Buscemi), que o informa que Kaylie tem andado com o seu antigo arqui-inimigo Devon Banks (Will Arnett). Jack procura Devpm para ajudar a sabotar Kaylie, prometendo-lhe um papel dentro da empresa. Devon concorda e revela ter descoberto que Kaylie não é uma Hooper de sangue, mas sim a filha de um tratador de piscinas. Jack decide provar isso, convidando Kaylie para tomar uma bebida no seu escritório e tirando o ADN do copo dela. Jenna Maroney (Jane Krakowski) é também envolvida no plano para derrubar a adolescente, como Jack vê-a como a pessoa perfeita para se infiltrar no mundo de Kaylie devido às suas personalidades semelhantes. À medida que os esquemas se desenrolam, Lenny infiltra-se na escola de Kaylie disfarçado de uma professora de teatro, enquanto Devon tenta aproximar-se ainda mais dela. Jack planeia expor a linhagem de Kaylie, revelando que ela não é realmente neta de Hank, esperando que esta revelação enfraqueça a sua posição. No entanto, Kaylie antecipa as jogadas de Jack, juntando-se a Devon para o enganar. Numa reviravolta final, Jack revela que sempre previu a traição de Kaylie e Devon. O seu verdadeiro objetivo era de distrair Kaylie o tempo suficiente para que ela se esquecesse do aniversário de Hank, um passo em falso aos olhos do seu avô. Ao enviar um cartão de aniversário a Hank, Jack ganha favores e posiciona-se como o próximo diretor executivo da Kabletown.
Ao mesmo tempo, Liz Lemon (Tina Fey) telefona a agente de adoção Bev (Megan Mullally) para saber se o seu casamento com Criss Chros aumentou as suas hipóteses de adotar um bebé. Para o seu desânimo, Bev revela haver uma lista de espera de quatro anos para um recém-nascido, mas que ela pode adotar imediatamente uma criança de seis anos. Porém, determinada a ter um bebé, Liz começa a fazer tratamentos hormonais com o Dr. Leo Spaceman (Chris Parnell), mas as suas tentativas de engravidar são complicadas pelos efeitos secundários e pela sua ansiedade geral em relação à maternidade.
Entretanto, Tracy Jordan (Tracy Morgan) está a realizar um filme biográfico sobre Harriet Tubman, e escolheu Octavia Spencer para o papel principal. Todavia, ele rapidamente encontra dificuldades em lidar com ela, que exibe muitos dos traços que o próprio Tracy apresenta quando trabalha no TGS. Depois de Walter "Dot Com" Slattery (Kevin Brown) e Warren "Grizz" Griswold (Grizz Chapman) o fazerem ver que ele está a desempenhar o papel de Liz, Tracy decide subir a parada e começa a vestir-se e a agir como Liz, mas isso apenas exagera ainda mais o comportamento de Octavia semelhante ao de Tracy. Finalmente, Tracy apercebe-se de que os problemas que Octavia lhe está a causar são semelhantes aos problemas que ele passou sete anos a causar a Liz e aplaude a capacidade dela de lidar não só com ele mas com os demais membros da equipa do TGS de forma tão eficaz. Liz apercebe-se então que se conseguiu passar sete anos a lidar com Tracy, também consegue lidar com uma criança mais velha e decide avançar com a adoção.